# 2004
2004 (MMIV) a fost un an bisect al calendarului gregorian, care a început într-o zi de joi. A fost al 2004-lea an d.Hr., al 4-lea an din mileniul al III-lea și din secolul al XXI-lea, precum și al 5-lea an din deceniul 2000-2009. A fost desemnat:
- Anul Internațional al Orezului, de către Națiunile Unite.
- Anul Internațional pentru Comemorarea Luptei împotriva Sclavagismului și a Abolirii sale, de către UNESCO.
- Anul orașelor Genova (Italia) și Lille (Franța), numite Capitale Europene ale Culturii.
- Anul maimuței în calendarul chinezesc.

## Evenimente

### Ianuarie

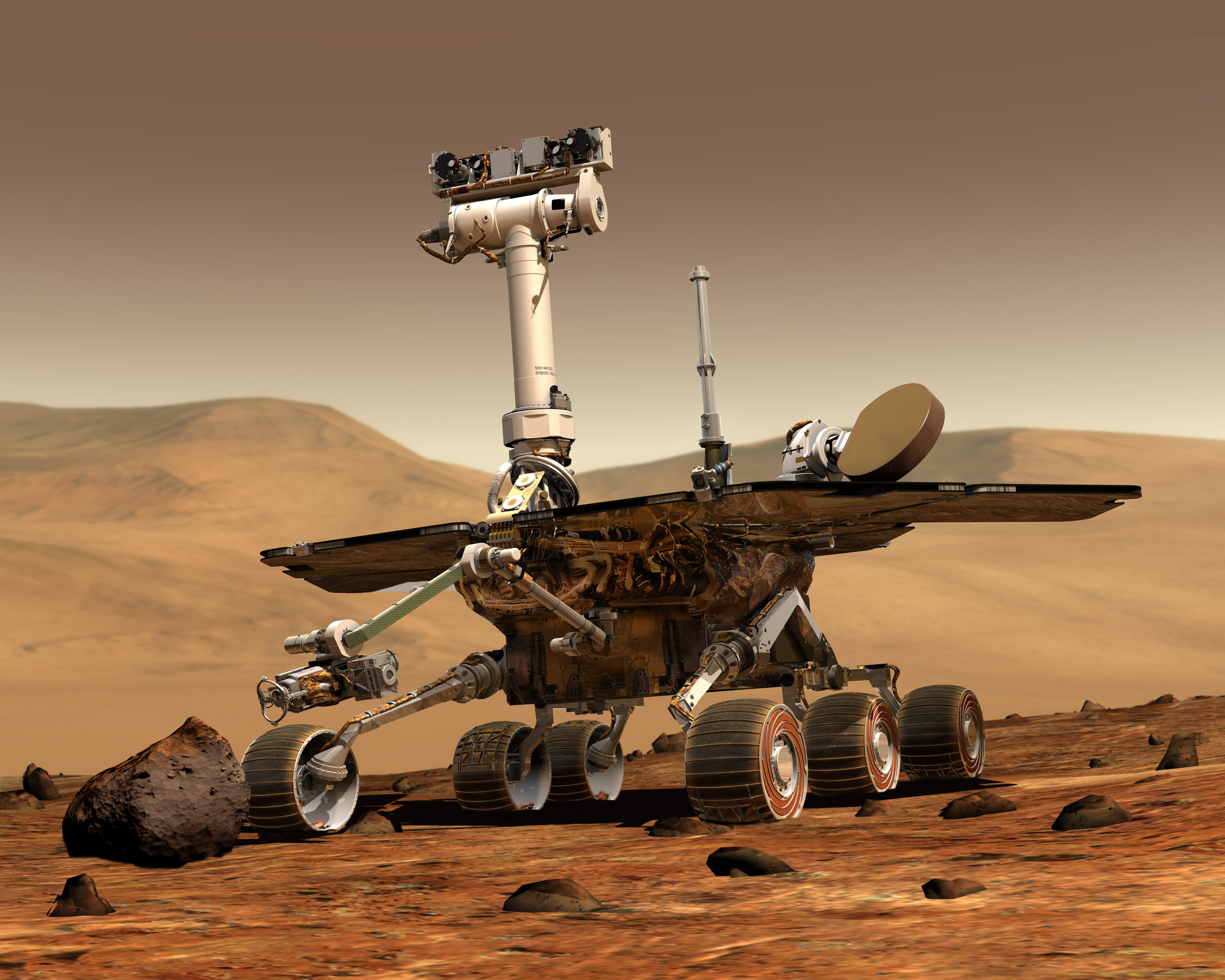
24 ianuarie: Roverul NASA Opportunity asolizează pe Marte.

- 1 ianuarie: Irlanda devine primul stat care interzice fumatul în localuri.
- 3 ianuarie: Zborul 604 al companiei egiptene Flash Airlines s-a prăbușit în Marea Roșie, în largul coastei Egiptului, ucigându-i pe toți cei 148 de persoane aflate la bord și devenind unul dintre cele mai catastrofale accidente aeriene din istoria egipteană la acea vreme.[1]
- 4 ianuarie: Mikhail Saakashvili câștigă alegerile prezidențiale în Georgia.
- 4 ianuarie: Roverul NASA Spirit asolizează pe Marte.
- 14 ianuarie: Alianța PNL-PD a fost legalizată ca urmare a deciziei Tribunalului București. Alianța va avea denumirea integrală "Dreptate și Adevăr PNL-PD".
- 24 ianuarie: Roverul NASA Opportunity asolizează pe Marte.

### Februarie
- 4 februarie: Este lansată rețeaua de socializare Facebook.
- 8 februarie: Roverul Opportunity al NASA colectează imagini ale unui sistem de roci de pe Marte, indicând existența apei pe planetă.

### Martie

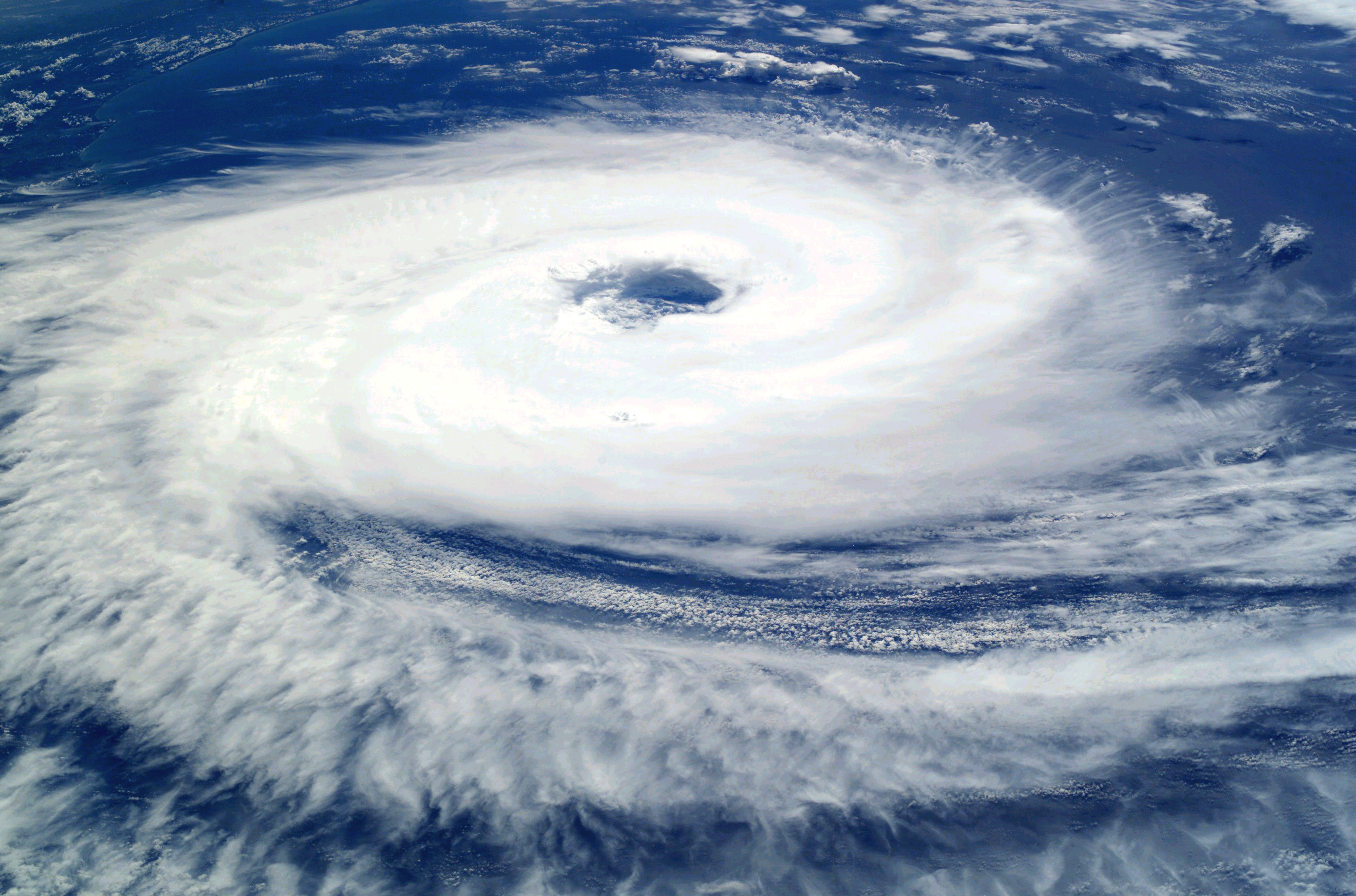
Între 27 și 28 martie Uraganul Catarina lovește o parte a coastei de sud a Braziliei

- 11 martie: Atentatele teroriste de la Madrid: Explozii simultane la oră de vârf în patru trenuri madrilene omoară 200 de oameni, printre care și 16 cetățeni români.
- 14 martie: Pontificatul papei Ioan Paul al II-lea depășește lungimea pontificatului lui Leon al XIII-lea, devenind astfel ca lungime cel de-al treilea pontificat din istorie.
- 14 martie: Au loc alegeri parlamentare în Spania. Partidul Popular al lui José María Aznar este învins de Partidul Socialist Muncitoresc Spaniol al lui José Luis Rodríguez Zapatero.
- 14 martie: Au loc alegeri prezidențiale în Rusia. Vladimir Putin câștigă cu 71,2%.
- 18 martie: În jurul orei 9 AM este declanșată Operațiunea Christ împotriva Mișcării de Integrare Spirituală în Absolut.
- 29 martie: Bulgaria, Estonia, Letonia, Lituania, România, Slovacia și Slovenia sunt admise în NATO, cea mai mare extindere a organizației.[2]

### Aprilie
- 5 aprilie: Regina Elisabeta a II-a a Marii Britanii începe o vizită de stat în Franța pentru a celebra cea de-a 100-a aniversare a "înțelegerii prietenești".
- 9 aprilie: A fost răsturnată cea mai importantă statuie a fostului lider irakian, Saddam Hussein din centrul Bagdadului.
- 28 aprilie: CBS a difuzat fotografii în care erau surprinși soldați americani maltratând și umilind prizonieri irakieni din închisoarea d'Abou Ghraib, de lângă Bagdad. Imaginile datau din perioada octombrie-decembrie 2003.

### Mai

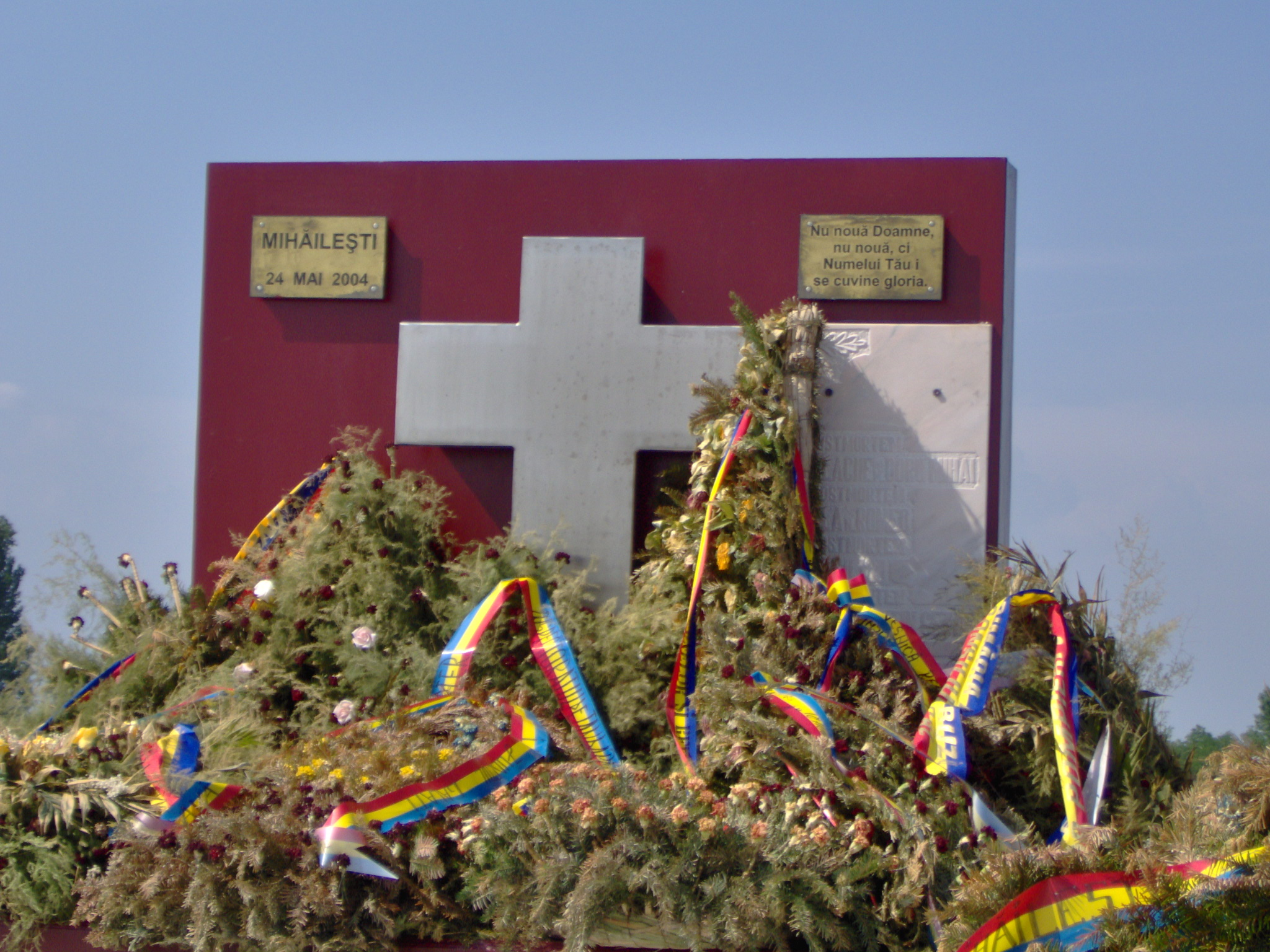
24 mai: Explozia de la Mihăilești. Monumentul de la Mihăilești ridicat în 2007 în memoria victimelor

- 1 mai: Uniunea Europeană se extinde cu 10 noi state membre: Cipru,  Cehia, Estonia, Ungaria, Letonia, Lituania, Malta, Polonia, Slovacia și Slovenia.[3]
- 2 mai: Premierul polonez Leszek Miller a demisionat din funcție, cabinetul său fiind dizolvat. Președintele Poloniei, Aleksander Kwasniewski, l-a numit oficial în aceasta funcție pe Marek Belka și a învestit noul guvern, social-democrat.
- 4 mai: Spaniolul Rodrigo Rato a fost ales director general al Fondului Monetar Internațional.
- 15 mai: Josh Findley a calculat cel mai mare număr prim cunoscut până la această dată, 224036583 − 1. Numărul conține șapte milioane de cifre.
- 21 mai: Comitetul ONU împotriva torturii a cerut explicații Statelor Unite ale Americii și Marii Britanii în legătură cu tratamentele inumane aplicate deținuților irakieni.
- 24 mai: Explozia de la Mihăilești: Un camion care transporta 20 de tone de azotat de amoniu a explodat la Mihăilești, Buzău. A fost cel mai mare dezastru produs pe șoselele din România și s-a soldat cu 18 morți și 13 răniți grav.
- 27 mai: Orașele Sibiu și Luxemburg au fost desemnate drept "capitale europene ale culturii" pentru anul 2007, de către miniștrii pentru educație, tineret și cultură din cele 25 de state membre UE întruniți la Bruxelles.

### Iunie

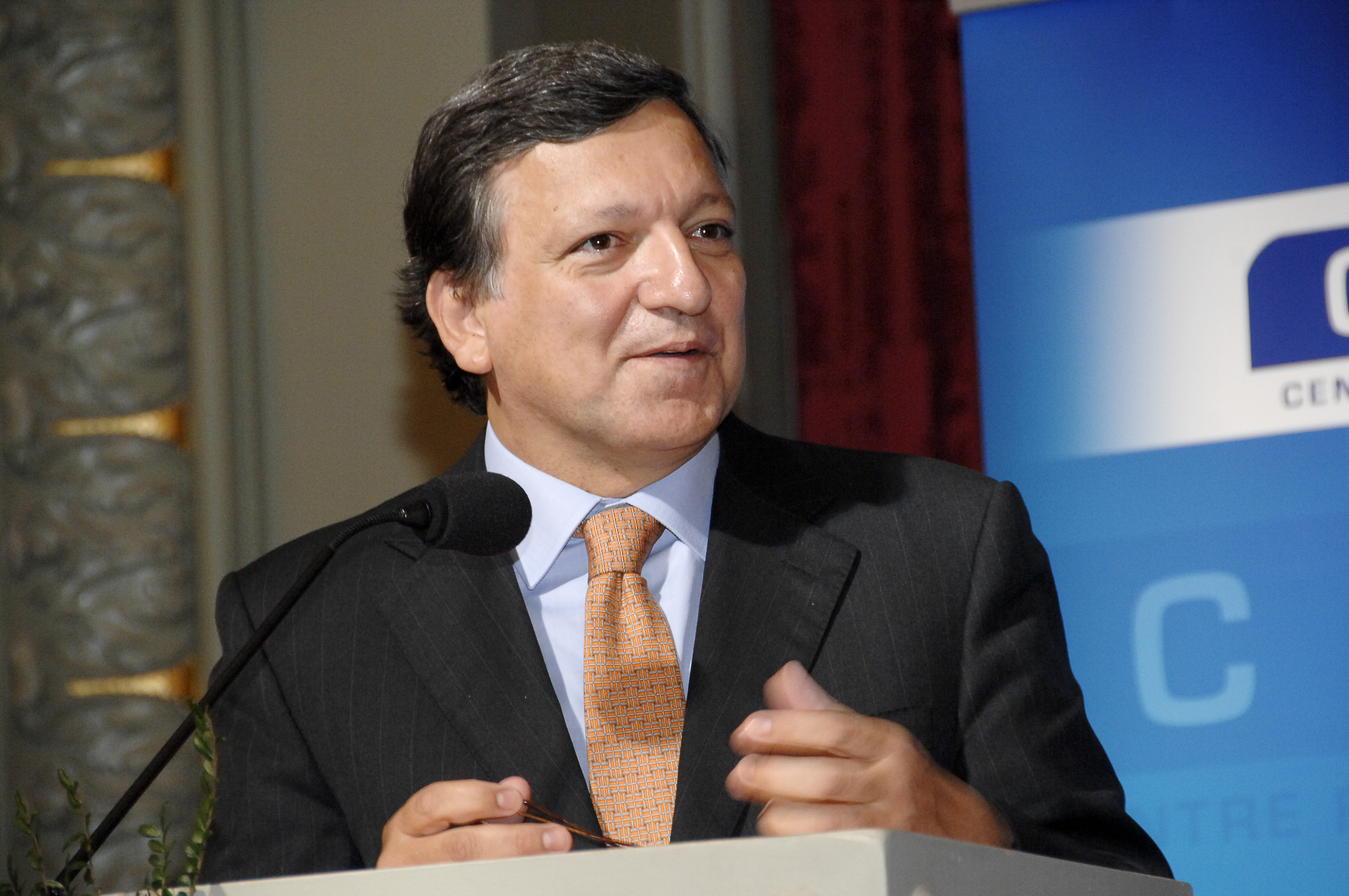
30 iunie: Premierul portughez José Manuel Barroso este numit președinte al Comisiei Europene.

- 4 iunie: A fost inaugurat "Water Park" cel mai mare parc acvatic din România (lângă Aeroportul Otopeni).
- 6 iunie: Primul tur al alegerilor locale din România. Prezență la vot a fost de 54,23%. La București, Traian Băsescu, care a candidat din partea Alianței DA câștigă Primăria Generală a Capitalei din primul tur cu 54,94% învingându-l pe contracandidatul PSD Mircea Geoană care a obținut 29,74%.[4]
- 7 iunie: Printr-un decret emis de președintele Franței, Jacques Chirac, actorului român Ion Lucian i-a fost decernat titlul de Ofițer al Ordinului Național al Legiunii de Onoare, ca o recunoaștere a meritelor excepționale în domeniul teatrului.
- 8 iunie: Pentru prima dată după 1882, s-a produs un fenomen astronomic deosebit: planeta Venus a trecut prin fața Soarelui, între orele 05.20 și 11.24 GMT, fenomen observat de peste trei sferturi din populația Terrei.
- 9 iunie: Comisarul european pentru extindere Gunter Verheugen declară că Bulgaria a închis 29 dintre cele 31 de capitole de negociere în vederea integrării în UE iar România doar 24 de capitole, menționând că deocamdată este prevazut ca România și Bulgaria să adere în același timp la UE, la 1 ianuarie 2007.[5]
- 11 iunie: Au loc funeraliile lui Ronald Reagan la Washington National Cathedral.
- 12 iunie: Guvernul Năstase promite dublarea salariilor minime pe economie până în anul 2008, de la 66-68 euro, cât este în prezent, la 118 euro.[6]
- 14 iunie: În vederea turului doi al alegerilor locale, se încheie noi protocoale de colaborare: PSD cu PRM și Alianța D.A. cu PUR.[7]
- 15 iunie: În București se lansează oficial Sistemul Național de Apeluri de Urgență 112. Serviciul de Telecomunicații Speciale precizează că până la sfârșitul anului, sistemul va funcționa în întreaga țară. Sistemul 112 va costa 40 milioane de euro.[8]
- 15 iunie: Ivan Gašparovič a fost învestit oficial în funcția de președinte al Republicii Slovacia.
- 16 iunie: Premierul Adrian Năstase (PSD) inaugurează lucrările la Autostrada Transilvania.
- 16 iunie: O echipă de cercetători de la Universitatea Innsbruck (Austria) a publicat în revista de știință Nature un articol în care anunța realizarea primei „teleportări”; experimentul nu presupunea deplasarea dintr-un spațiu în altul, ci transferarea proprietăților fizice ale unui foton unui alt foton, instantaneu, fără a exista nici o cale de comunicare între cele două particule de lumină.
- 20 iunie: Al doilea tur al alegerilor locale din România. La București, Alianța DA câștigă patru sectoare (1, 3, 4 și 6). La Cluj-Napoca, Emil Boc obține 56,25% câștigând în fața lui Ioan Rus care obține 43,74%. Gheorghe Funar, primar al Clujului timp de 12 ani, nu a intrat în turul doi.
- 23 iunie: Gloria Macapagal Arroyo, a fost proclamată oficial, de Congresul filipinez, învingătoare în alegerile prezidențiale din 10 mai 2004.
- 25 iunie: Trupa O-Zone a ajuns numarul unu în Eurochart Singles Sales cu piesa Dragostea din tei.
- 28 iunie: Conform Grupul de Lucru pentru Standarde Internaționale de Raportare Financiara la nivel mondial, începând cu 1 iulie România scapă de statutul de economie hiperinflaționistă.[9]
- 30 iunie: Premierul portughez José Manuel Barroso este numit președinte al Comisiei Europene.

### Iulie

Sonda Cassini–Huygens ajunge pe orbita planetei Saturn.

- 1 iulie: Președintele Iraqului, Saddam Hussein, este arestat.
- 1 iulie: Sonda Cassini–Huygens ajunge pe orbita planetei Saturn.[10]
- 1 iulie: Postul de radio „România Tineret” emite doar pe internet, devenind un post experimental. Directorul postului este actorul Florian Pittiș.
- 4 iulie: Grecia învinge Portugalia cu scorul de 1-0 și câștigă Campionatul European de Fotbal din Portugalia.
- 5 iulie: „Jaful secolului” - un angajat al unei firme de pază a fugit cu o mașină blindată încărcată cu bani proveniți de la filialele din Galați, Constanța și Ploiești ale băncii ABN Amro. Suma totală ransportată în autospecială a fost de 88,5 miliarde lei, 33.396 dolari și 525 de euro.[11]
- 5 iulie: În Indonezia au avut loc primele alegeri prezidențiale directe. Scrutinul, desfășurat după șase ani de la căderea dictatorului Suharto, s–a încheiat cu alegerea generalului Susilo Bambang Yudhoyono în funcția de președinte al țării.
- 24 iulie: Se semnează preluarea celei mai mari companii din Romania, Petrom, de către OMV, Petrom păstrându-și denumirea pe piața română. OMV va achita 669 milioane de euro pentru 33,34% din acțiunile Petrom.[12]
- 24 iulie: Trofeul „Cerbul de Aur”  este câștigat de malteza Eleanor.
- 25 iulie: Ciclistul american Lance Armstrong câștigă pentru a 6-a oară consecutiv Turul Franței.
- 28 iulie: Alpinistul timișorean Horia Colibășanu devine primul român care a escaladat vârful himalayan K2.[13]

### August

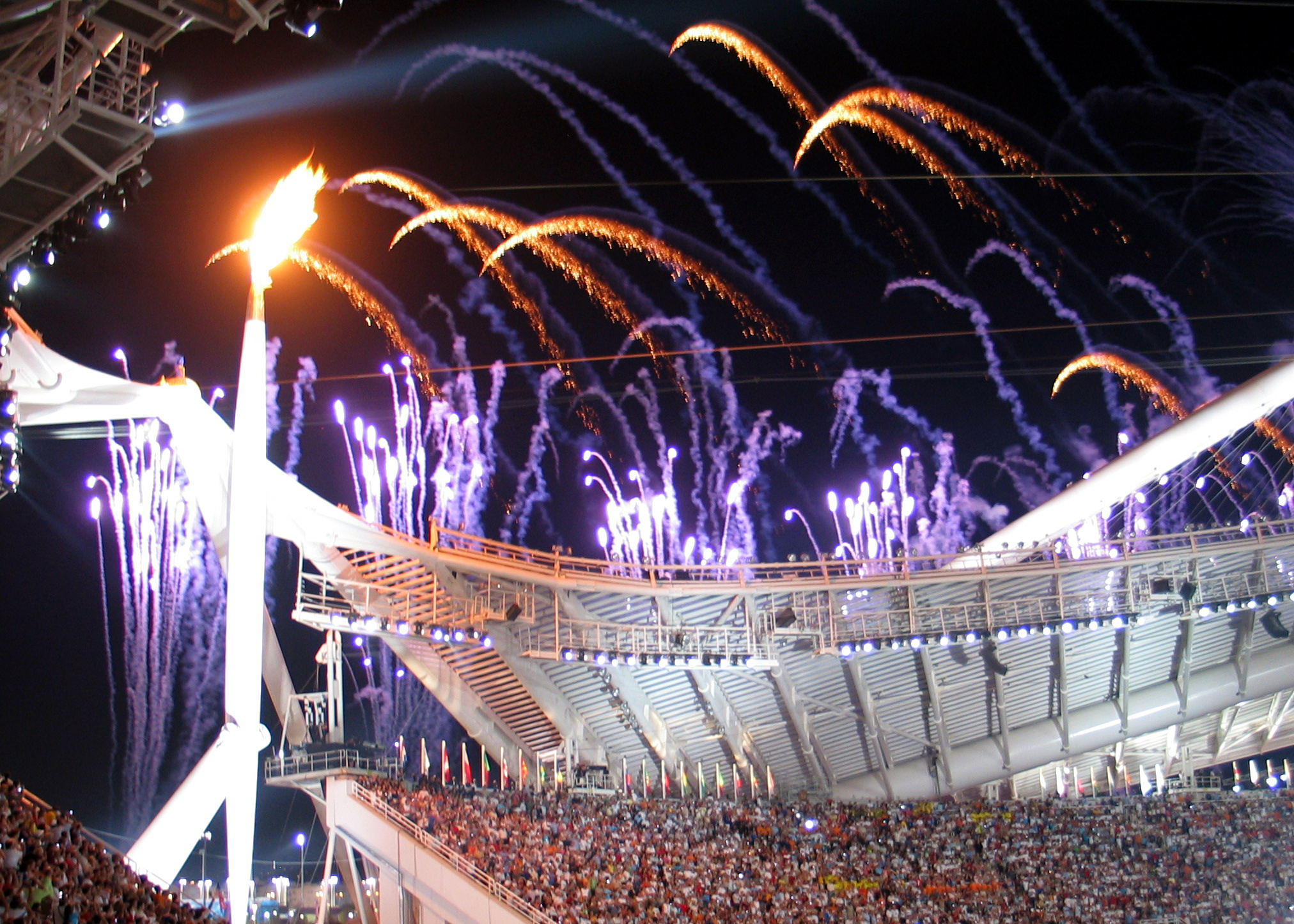
13 august: La Atena încep Jocurile olimpice.

- 3 august: Este lansată nava MESSENGER a NASA, misiunea sa principală fiind studiul lui Mercur.[14]
- 9 august: Într-un top al inflației care cuprinde 221 de țări, alcătuit de CIA, România s-a plasat pe locul 201, cu o inflație oficială de 14,3% în 2003.[15]
- 12 august: Cancelarul Germaniei, Gerhard Schroeder, face o vizită în România. El merge în localitatea clujeană Ceanu Mare, unde e înmormântat tatăl său, decedat în cel de-Al Doilea Război Mondial, pentru a depune un buchet de flori. Ulterior a purtat discuții cu premierul Năstase și cu președintele Iliescu.[16]
- 13 august: La Atena încep Jocurile Olimpice de vară din 2004. România a obținut 19 medalii (8 aur, 5 argint, 6 bronz).
- 17 august: Prima ediție a Festivalul Internațional de Film Independent Anonimul. 60 de filme au intrat în competiție la cele trei secțiuni: lung-metraj, documentar și scurt-metraj.
- 19 august: Un studiu realizat de Biroul de referință asupra populației din Washington arată că până în anul 2050, România va ajunge la 15,7 milioane de locuitori.[17]
- 19 august: INSOMAR a dat publicității un sondaj de opinie în care candidatul PSD la Președinție, Adrian Năstase este cotat cu 41% iar candidatul Alianței DA, Theodor Stolojan, cu 24%.[18]
- 26 august: Fabrica de ciocolată „Kandia” din Timișoara se închide odată cu disponibilizarea ultimilor 200 de angajati. În primăvara anului 2003, firma „Excelent” București a preluat pachetul majoritar al Kandia de la un grup austriac cu care se făcuse prima privatizare a fabricii de ciocolată.[19]
- 29 august: Michael Schumacher câștigă ultimul său titlu mondial în Formula 1, extinzând recordul de titluri câștigate la șapte.

### Septembrie

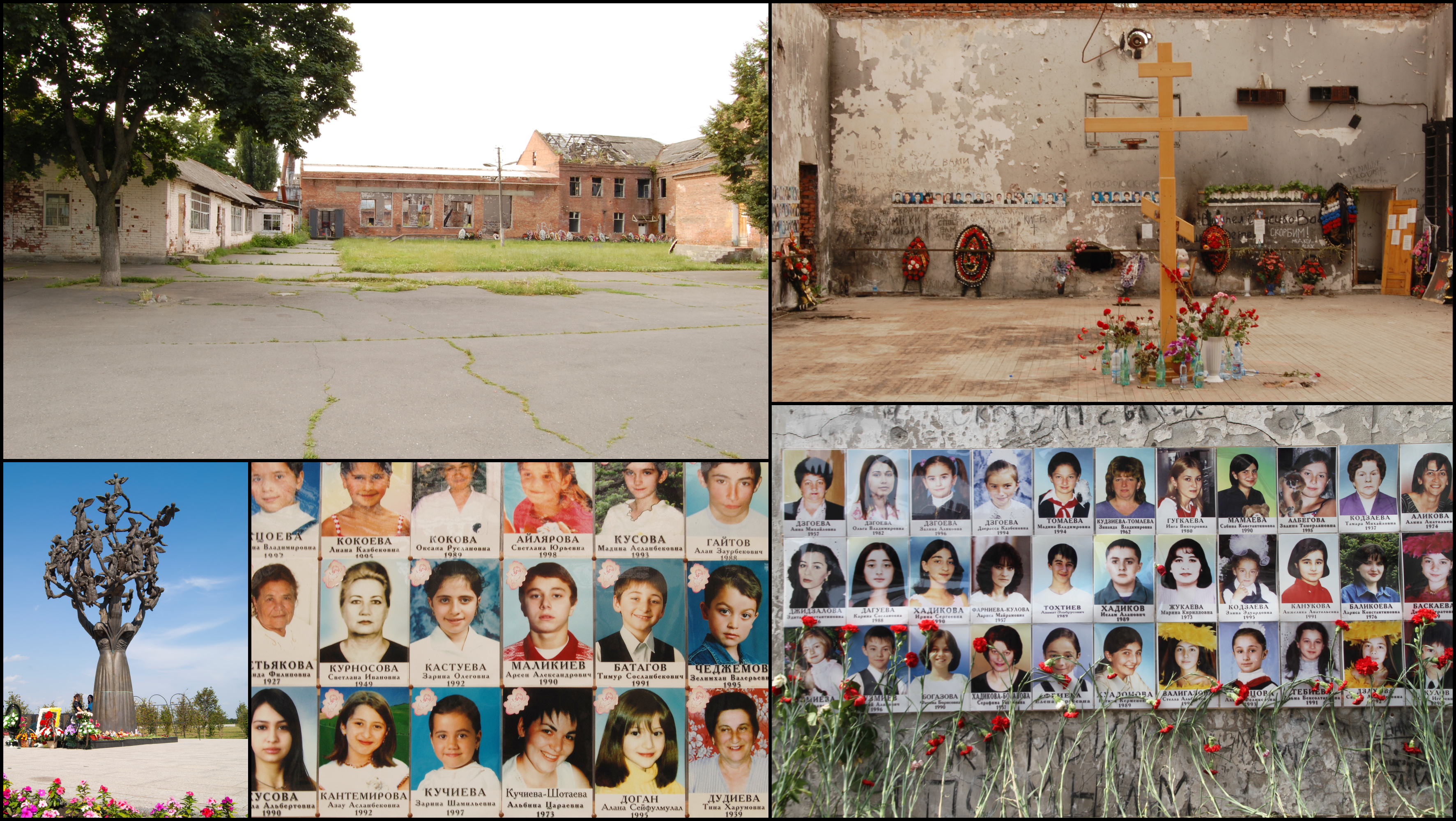
1 septembrie: Un comando cecen format din 32 de persoane înarmate iau ostateci peste 1300 de oameni, printre care 777 de elevi ai școlii nr.1 din Beslan, Oseția de Nord. Intervenția forțelor speciale rusești a dus la moartea a 338 de persoane, dintre care 186 de copii și sute de răniți. Singurul terorist care a supraviețuit a fost condamnat în 2006 la moarte, sentința fiind preschimbată în închisoare pe viață. În 2017, CEDO a condamnat Moscova la plata a 3 milioane de euro pentru modul defectuos în care a soluționat criza.

- 1 septembrie: Un comando cecen format din 32 de persoane înarmate iau ostateci peste 1300 de oameni, printre care 777 de elevi ai școlii nr.1 din Beslan, Oseția de Nord. Intervenția forțelor speciale rusești a dus la moartea a 338 de persoane, dintre care 186 de copii și sute de răniți. Singurul terorist care a supraviețuit a fost condamnat în 2006 la moarte, sentința fiind preschimbată în închisoare pe viață. În 2017, CEDO a condamnat Moscova la plata a 3 milioane de euro pentru modul defectuos în care a soluționat criza.
- 7 septembrie: La solicitarea FMI, ca urmare a unei decizii a Curții Europene a Drepturilor Omului, România a acceptat să treacă la egalizarea treptată, începând cu 1 iulie 2005, a vârstelor de pensionare ale bărbaților și femeilor. În prezent, în România, femeile se pensioneaza la vârsta de 57 de ani și 5 luni, iar bărbații la 62 de ani și 5 luni.[20]
- 9 septembrie: Justiția a decis ca statul român are să-i dea generalului Ion Mihai Pacepa, fost adjunct al Departamentului de Informații Externe al României până în 1978, aproximativ 3 milioane de dolari, reprezentând averea sechestrată de Securitate și alte drepturi ce i s-ar fi cuvenit din 1978 până în prezent.[21]
- 9 septembrie: Are loc Congresul de constituire a Uniunii Naționale PSD-PUR. Adrian Năstase a fost declarat drept candidat al Uniunii Naționale PSD+PUR la Președinție iar candidatul PSD-PUR la funcția de prim-ministru va fi actualul ministru de externe, Mircea Geoană.
- 16 septembrie: Președinții celor doua Camere, Valer Dorneanu și Nicolae Văcăroiu, alături de Patriarhul Bisericii Ortodoxe Romane, Teoctist, au inaugurat noul sediu al Senatului din Palatul Parlamentului.
- 29 septembrie: Asteroidul Toutatis cu o lungime de 4,6 kilometri și o lățime de 2,4 kilometri trece la 1,5 milioane de km de Terra, distanță considerată „razantă” la scara universală de către specialiștii de la NASA.
- 30 septembrie: Un sondaj realizat de INSOMAR arată o competiție strânsă la viitoarele alegeri între alianța PSD+PUR (36%) și alianța PNL+PD (31%). În schimb, în cursa pentru președinție Adrian Năstase are 13% în fața lui Theodor Stolojan.
- 30 septembrie: Cele mai mari confederații sindicale din România anunță că își vor uni forțele. Blocul Național Sindical și CNSLR-Frăția au semnat acordul ce va sta la baza noii confederații – BNS-Frăția. După două săptămâni, liderii au anunțat că au decis sa suspende fuziunea confederațiilor sindicale, cu patru zile înainte de congresul de constituire a noii structuri. Motivul invocat: divergențele politice.[22]

### Octombrie
- 2 octombrie: Debutul primei telenovele românești „Numai iubirea”.
- 2 octombrie: Theodor Stolojan a anunțat că se retrage din cursa prezidențială și de la conducerea Partidului Liberal din motive de sănatate.[23]
- 3 octombrie: Copreședintele Alianței DA, Traian Băsescu, declară într-o conferință de presă că retragerea lui Stolojan este efectul unui șantaj inițiat de partidul de la putere, precizând că lui Stolojan i se pregăteau dosare trucate legate de afacerea „Megapower”, iar liderul liberal nu a mai rezistat presiunilor la care era supus. Băsescu a declarat ca va accepta să candideze pentru funcția de șef al statului, dacă PNL îi va face o astfel de propunere.[24]
- 6 octombrie: Traian Băsescu este nominalizat candidat al Alianței DA pentru funcția de președinte al României. Dacă Alianța va câștiga alegerile postul de prim-ministru va reveni Partidului Național Liberal.
- 6 octombrie: Se dă publicității ultimul raport de țară pe care Comisia Europeană îl face asupra României, în calitate de țară candidată la UE. România este evaluată ca fiind o țară în care „corupția rămâne o problemă serioasă și larg răspândită, afectând aproape toate aspectele societății”, în care politicienii fac presiuni mari asupra justiției și a presei, iar administrația publică rămâne „greoaie, lipsită de profesionalism, prost plătită și prost organizată”. Pe de altă parte se remarcă accelerarea ritmului reformelor, realizarea unor privatizări masive. România mai are de închis 3 capitole dintre care două (concurența și justiție și afaceri interne) au „probleme serioase”. România primește statutul de economie funcțională de piață și se recomandă aderarea comuna la UE a României și Bulgariei în 2007.[25][26]
- 7 octombrie: Agenția Națională de Administrare Fiscală ceare în instanță declanșarea procedurilor de faliment a peste 2.000 de firme care au datorii uriașe la bugetul de stat. În capul listei se află societatea RAFO Onești, cu o datorie de 7.673,2 miliarde de lei, circa 204 milioane de euro.[27] A doua zi s-a anunțat că RAFO Onești a cumpărat societatea Carom Onești deținută de omul de afaceri Ovidiu Tender, preluând și datoriile acestei societăți la stat. În acest fel, datoria RAFO Onești către statul român devine aproape 14.000 de miliarde (424 de milioane de dolari).[28]
- 7 octombrie: Andrei Pleșu și Mircea Dinescu și-au anunțat demisia din Colegiul CNSAS în semn de protest față de votul din Colegiu conform căruia liderul PRM Corneliu Vadim Tudor nu a făcut poliție politică, deși documentele primite de la SRI susțineau contrariul.[29]
- 9 octombrie: În Afganistan au loc primele alegeri democratice. Hamid Karzai este ales președinte.
- 11 octombrie: Senatul a votat Proiectul de lege privind construirea Catedralei Mântuirii Neamului în Parcul Carol. S-a stabilit trecerea unui teren de 13.814 m2, cu titlu gratuit, în proprietatea Patriarhiei Bisericii Ortodoxe Române.[30]
- 12 octombrie: România a cucerit 20 de medalii de aur la Campionatul Mondial de karate.
- 12 octombrie: Camera Deputaților din România a aprobat proiectul de lege prin care publicitatea la produsele din tutun va fi interzisă în presa scrisă, la radio și televiziune, cinematografe sau pe panouri publicitare.
- 14 octombrie: Guvernul Năstase dă o Ordonanță de Urgență care să-i permită lui Adrian Năstase să candideze la președinție; legea prevedea că partidele politice sau alianțele politice pot prezenta candidați la funcția supremă în stat, însă Năstase este susținut de o alianță electorală (PSD+PUR) și nu de una politică, înregistrată la tribunal.[31]
- 27 octombrie: Cutremur în Vrancea, cu o magnitudine de 6 grade pe Richter și o intensitate în zona epicentrală de 7 grade Mercalli. Fără victime sau pagube materiale.

### Noiembrie

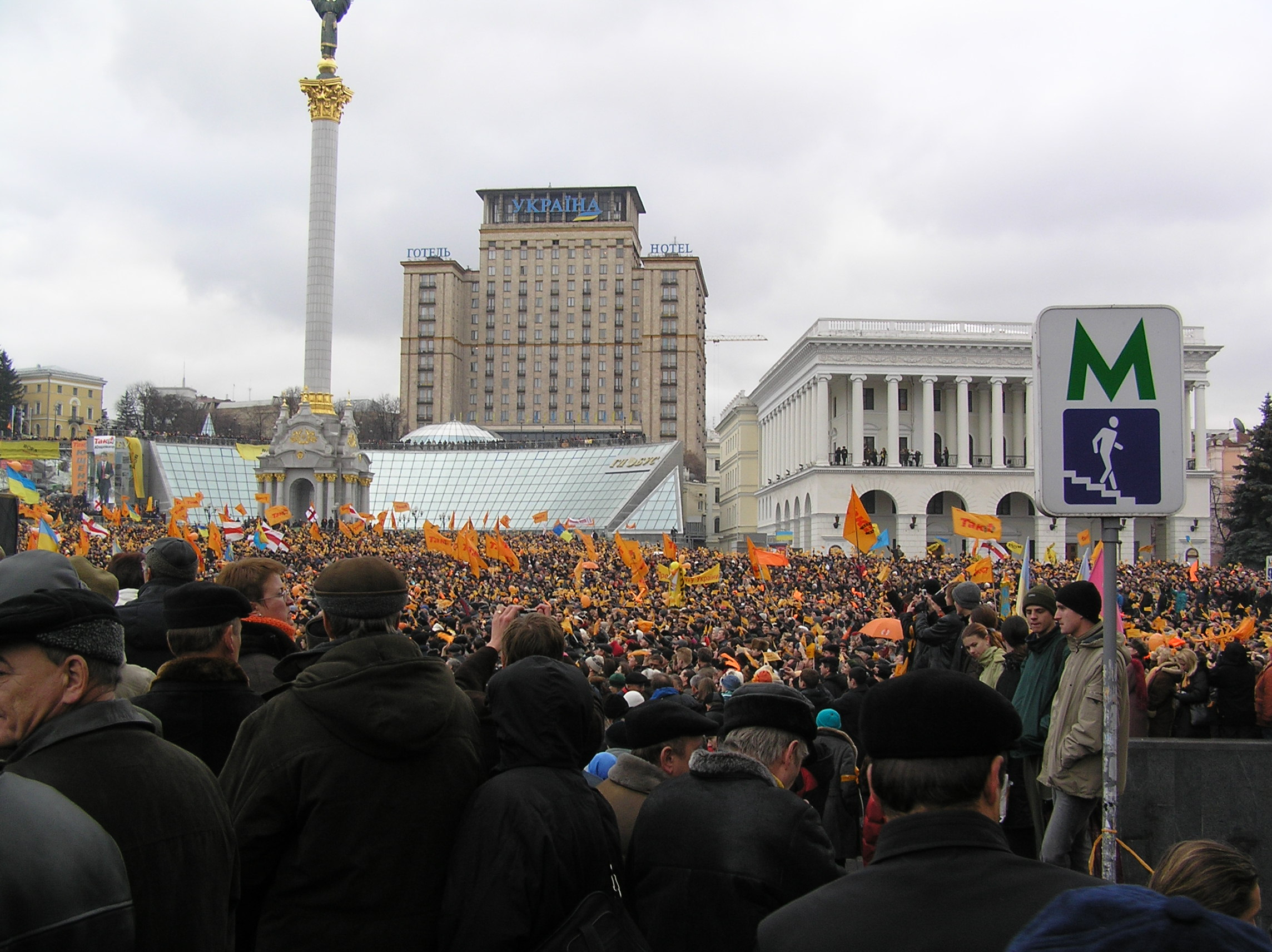
22 noiembrie: În Ucraina începe Revoluția Portocalie, imediat după scrutinul prezidențial al alegerilor, despre care s-a pretins a fi afectat de corupție masivă, intimidare a alegătorilor și fraudă electorală.

- 1 noiembrie: Biroul Electoral Central a acceptat 12 candidaturi la președinția României pentru alegerile din 28 noimebrie.
- 2 noiembrie: Au loc alegeri prezidențiale în SUA. Este reales președintele republican George W. Bush, care îl învinge pe senatorul democrat John Kerry.
- 2 noiembrie: Regizorul neerlandez, Theo van Gogh, este asasinat la Amsterdam, Țările de Jos, de către Mohammed Bouyeri.
- 10 noiembrie: S-a anunțat descoperirea de către o echipă de paleontologi clujeni a unor fosile de dinozauri care au populat zona localității Jibou în urmă cu peste 65 de milioane de ani. Dinozaurii aveau trei metri lungime și doi înălțime, erau ierbivori și mergeau atât în două, cât și în patru picioare.[32]
- 17 noiembrie: Guvernul Năstase adoptă prin ordonanță de urgență, ca toate creanțele la stat ale Rafo Onești și Carom, în valoare de aproape 16.000 de miliarde (470 de milioane de dolari), să fie preluate de Autoritatea pentru Valorificarea Activelor Statului (AVAS). Rafo Onești a beneficiat și în 1999 de o eșalonare pe 5 ani a unei datorii de 600 de miliarde iar în 2001, creanțele de la acea vreme s-au transformat în acțiuni. Datoriile de 16.000 de miliarde de lei vor fi reconvertite în acțiuni, care vor transforma statul în acționar majoritar la Rafo și Carom.[33]
- 19 noiembrie: Este dat publicității un sondaj realizat de Data Media și IRSOP la comanda PSD în legătură cu viitoarele alegeri la președinția României, cu următoarele rezultate: Adrian Năstase - 41%; Traian Băsescu - 32%.
- 19 noiembrie: Noua Comisie Europeană, condusă de portughezul José Manuel Barroso, a obținut investitura Parlamentului European la capatul unei crize de trei săptămâni fără precedent în istoria Uniunii Europene.
- 22 noiembrie: În Ucraina începe Revoluția Portocalie, imediat după scrutinul prezidențial al alegerilor, despre care s-a pretins a fi afectat de corupție masivă, intimidare a alegătorilor și fraudă electorală.
- 24 noiembrie: Alegeri prezidențiale în Ucraina: Parlamentul îl declară oficial învingător al alegerilor pe Viktor Ianukovici.
- 27 noiembrie: Alegeri prezidențiale în Ucraina: Curtea  Supremă a Ucrainei invalidează victoria lui Ianukovici.
- 28 noiembrie: Alegeri generale în România: La alegerile prezidențiale, după primul scrutin, Adrian Năstase conduce cu 40,94% din voturi, urmat de Traian Băsescu cu 33,92%. La alegerile parlamentare rezultatele au fost următoarele: Uniunea Națională PSD+PUR - 37,12%; Alianța Dreptate și Adevăr - 31,77%; PRM - 13,63%; UDMR - 6,22%. Prezența la vot a fost de 58,5%.[34]
- 29 noiembrie: S-a semnat acordul prin care datoria Republicii Moldova față de România, în valoare de 9,4 milioane de dolari, va fi reeșalonată pe o perioada de 15 ani.[35]
- 30 noiembrie: Traian Băsescu depune la Biroul Electoral Central contestație de fraudare a alegerilor. Dovada constă în comunicatele oficiale ale Biroului Electoral Central; analizând datele din aceste comunicate din 29 noiembrie, emise la orele 12:00 și 17:00, se constată în acest interval o scădere a numărului de voturi nule: la Președinție – 159.850, Senat – 111.849, Camera Deputatilor – 101.205. Numărul voturilor nule nu are cum să scadă pe perioada numărării proceselor verbale, ci doar să crească.[36][37][38]

### Decembrie

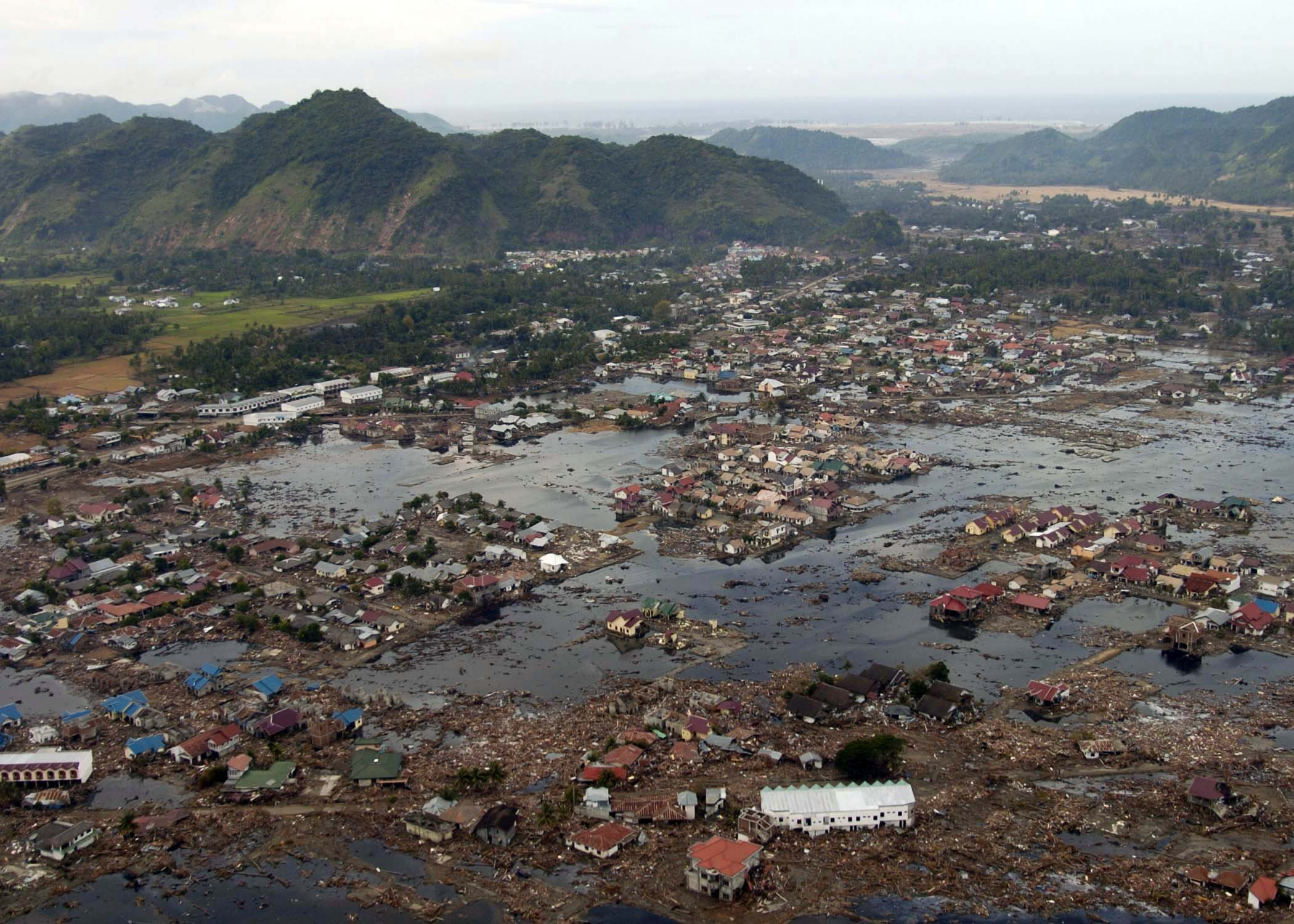
Cutremur în Indonezia

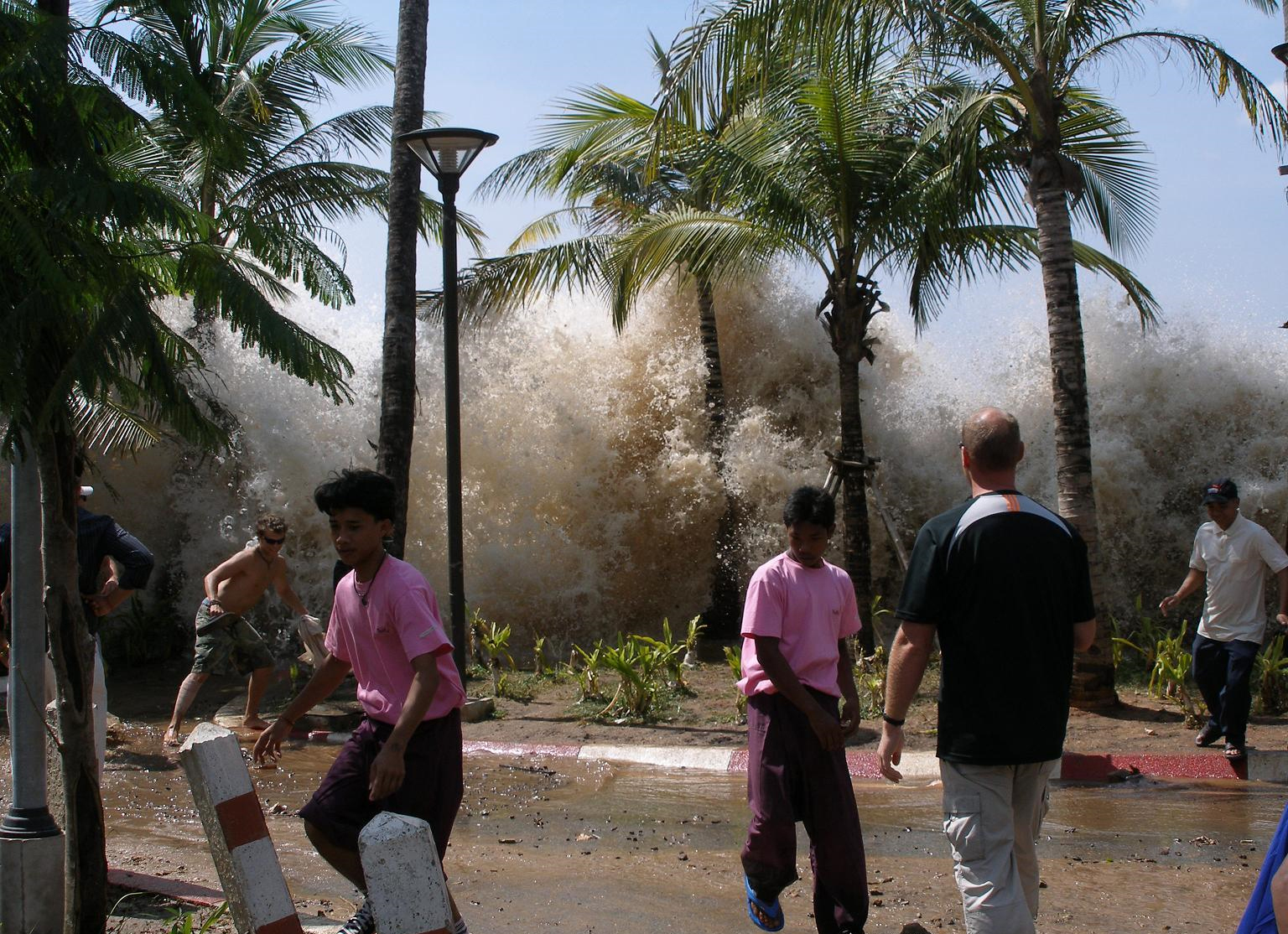
Tsunami în Indonezia

- 1 decembrie: Președintele Biroului Electoral Central declară că sesizarea Alianței PNL-PD, Dreptate și Adevar, privind anularea alegerilor a fost respinsă cu majoritate de voturi, iar diferența de voturi nule s-a înregistrat din pricina unei erori săvârșite de un număr neprecizat de comisii electorale.[38]
- 5 decembrie: Cupa Davis 2004 a fost câștigată de Spania care a învins SUA cu scorul de 3-2.
- 7 decembrie: O parte dintre jurnaliștii Televiziunii publice declară în cadrul unei conferințe de presă cenzura la care sunt supuși angajații din TVR.[39][40] O serie de organizații neguvernamentale au adresat jurnaliștilor o scrisoare deschisă pentru un examen de conștiință.[41]
- 8 decembrie: Potrivit unui sondaj realizat de IMAS în ceea ce privește intenția de vot pentru turul doi al alegerilor prezidențiale, Adrian Năstase este creditat cu 57%  iar Traian Băsescu cu 43%.[42]
- 10 decembrie: Președintele Ion Iliescu îl decorează pe liderului peremist, Corneliu Vadim Tudor, cu Ordinul național „Steaua României” în grad de Cavaler, pentru „contribuția meritorie la desfașurarea actului legislativ, la adoptarea unor legi fundamentale, necesare dezvoltării țării”.
- 12 decembrie: Alegeri prezidențiale în România: Al doilea tur de scrutin îl desemnează câștigător pe Traian Băsescu care obține 51,23% din voturi în fața lui Adrian Năstase cu 48,77% din voturi.
- 13 decembrie: Se deschide Teatrul independent „Arca” cu spectacolul Top Dogs regizat de Theo Herghelegiu.

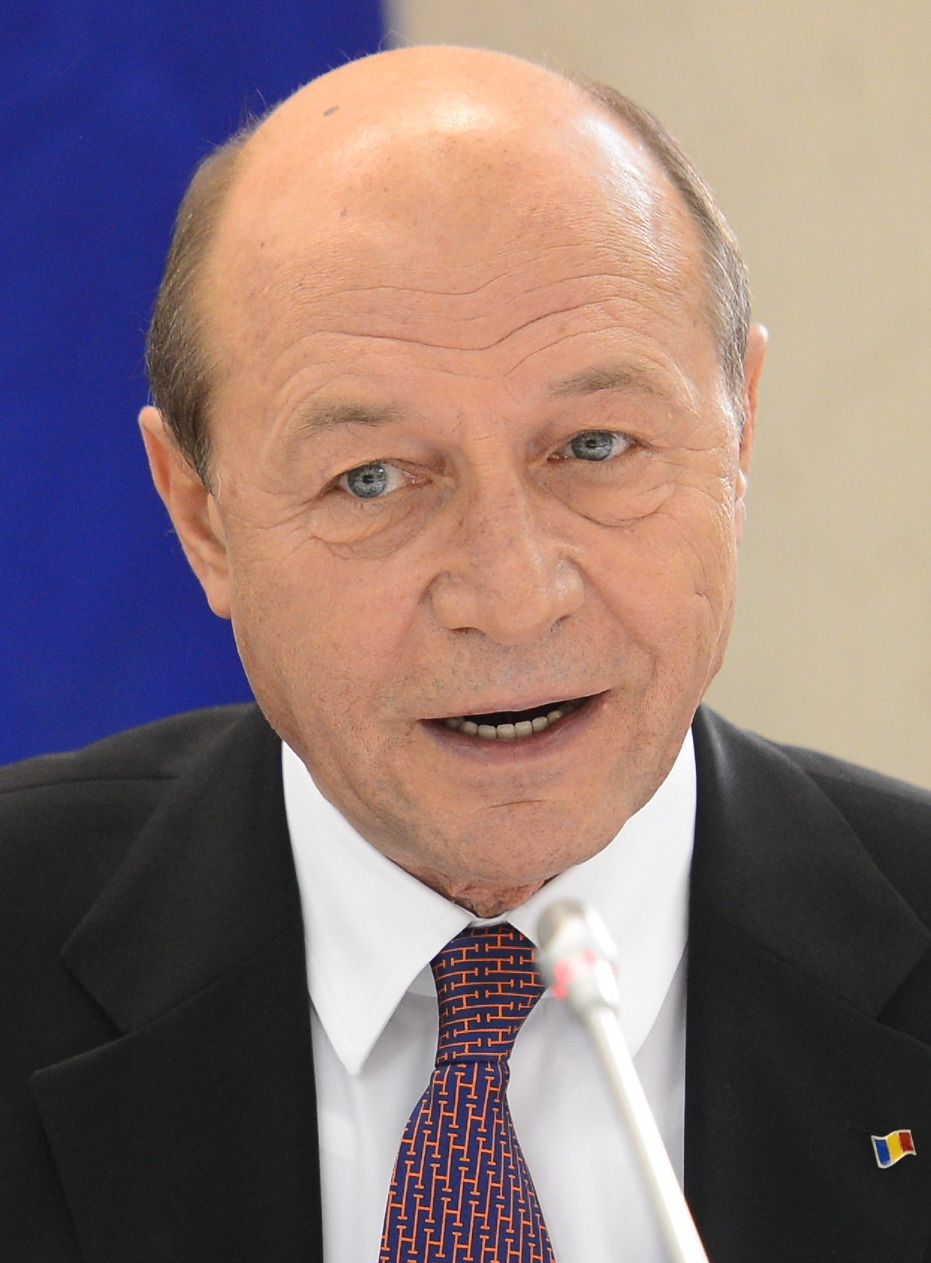
12 decembrie: Traian Băsescu este ales cu 51,23% din voturi în fața lui Adrian Năstase și devine cel de-al treilea președinte al României post-decembriste.

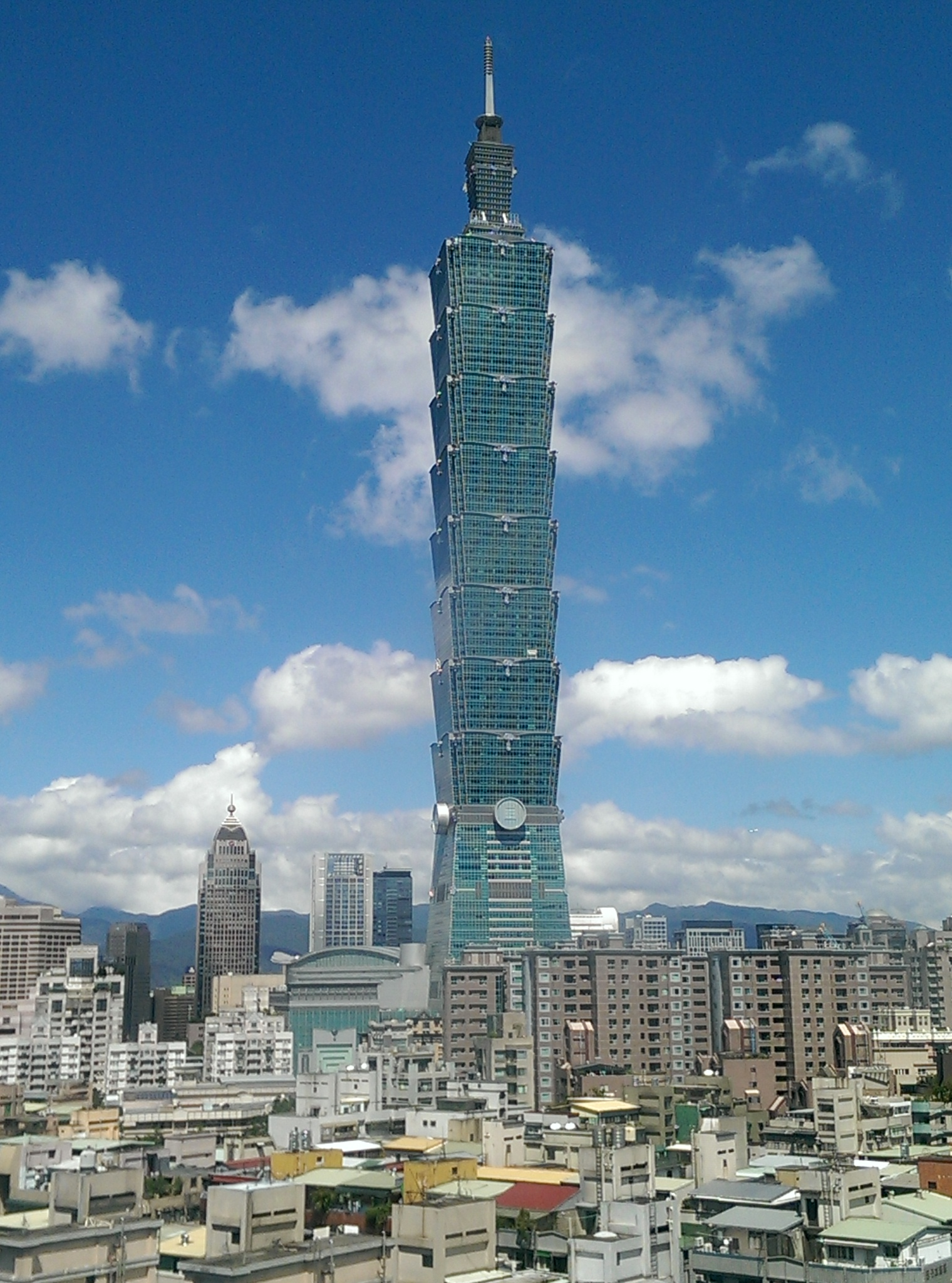
31 decembrie: Taipei 101 devine cea mai înaltă clădire din lume. Va deține acest record în perioada 2004-2009.

- 15 decembrie: Cu trei zile înainte de expirarea legală a mandatului prezidențial, Ion Iliescu a semnat decretul prin care îl grațiază pe Miron Cozma, liderul minerilor. A doua zi e a revocat propriul decret de grațiere. Cozma a fost condamnat la 18 ani de închisoare, pentru subminarea puterii de stat în septembrie 1991 și a fost încarcerat 8 ani mai târziu, în februarie 1999.[44][45][46]
- 16 decembrie: Parlamentul European a votat raportul referitor la progresele României pe calea aderarii la Uniunea Europeană și recomandă semnarea Tratatului de aderare în primăvara anului viitor și aderarea efectivă la 1 ianuarie 2007.
- 20 decembrie: Un grup de hoți au furat 50 de milioane dolari de la Banca Nordică din Belfast, Irlanda de Nord. Jaful este considerat unul dintre cele mai mari din istoria Regatului Unit.
- 20 decembrie: Adrian Năstase și Nicolae Văcăroiu au fost aleși președinți ai Camerei și Senatului, cu ajutorul PRM și PUR și în absența PNL și PD care au părăsit lucrările.
- 21 decembrie: Traian Băsescu preia mandatul de șef al statului. Este primul președinte al României cu mandat de 5 ani, după ce Constituția a fost modificată în 2003 extinzând mandatul prezidențial de la 4 la 5 ani.
- 22 decembrie: Președintele Băsescu l-a desemnat pe liderul PNL, Călin Popescu-Tăriceanu, în funcția de prim-ministru.
- 26 decembrie: Cutremur cu magnitudinea de 9 grade pe scara Richter în Oceanul Indian, cel mai puternic cutremur în ultimii 40 de ani, peste 290.000 de persoane decedate din 12 țări Indonezia, Sri Lanka, India, Thailanda, Somalia, Maldive, Myanmar, Tanzania, Seychelles, Bangladesh, Kenya.
- 26 decembrie: Alegeri prezidențiale în Ucraina: Al treilea tur de scrutin a fost câștigat de Viktor Iușcenko cu 51,99 % din totalul voturilor exprimate. Viktor Ianukovici a obținut 44,19 %.
- 28 decembrie: Guvernul condus de noul prim-ministru desemnat, Călin Popescu Tăriceanu, este validat de către Parlamentul României.
- 30 decembrie: Un incendiu într-un club de noapte din Buenos Aires omoară 194 de persoane în timpul unui concert rock.
- 31 decembrie: Taipei 101 devine cea mai înaltă clădire din lume. Va deține acest record în perioada 2004-2009.[47]
- 31 decembrie: Prim-ministrul ucrainean Viktor Ianukovici demisionează.
- 31 decembrie: România și Bulgaria închid neocierile de aderare la Uniunea Europeană.

## Nașteri

### Ianuarie
- 10 ianuarie: Kaitlyn Maher (Kaitlyn Ashley Maher), muziciană americană
- 21 ianuarie: Prințesa Ingrid Alexandra a Norvegiei, fiica Prințului Moștenitor al Norvegiei, Haakon

### Februarie
- 6 februarie: Prințesa Louise a Belgiei, nepoata regelui Albert al II-lea
- 7 februarie: Horia Stamatin, jurnalist român
- 19 februarie: Millie Bobby Brown, actriță britanică

### Martie
- 13 martie: Coco Gauff, jucătoare de tenis americană
- 27 martie: Amira Willighagen, cântăreață neerlandeză

### August
- 14 august: Alessia-Maria Raiciu, jucătoare de baschet română

### Septembrie
- 15 septembrie: David Popovici, sportiv român (înot)

### Octombrie
- 8 octombrie: Antonia Duță, gimnastă română
- 10 octombrie: Zain al-Rafeea, actor sirian

## Decese

### Ianuarie
- 1 ianuarie: Igor Torkar, 90 ani, scriitor, dramaturg și poet sloven (n. 1913)
- 2 ianuarie: Mihai Ivăncescu, 61 ani, fotbalist român, (n. 1942)
- 4 ianuarie: Joan Aiken, 79 ani, scriitoare engleză (n. 1924)
- 4 ianuarie: Helena Růžičková, 67 ani, actriță cehă (n. 1936)
- 5 ianuarie: Fraydele Oysher, 90 ani, evreică basarabeană, actriță de teatru și muzică idiș (n. 1913)
- 5 ianuarie: Ioan Șerb, 77 ani, general român (n. 1926)
- 10 ianuarie: Kira a Prusiei (n. Kira Auguste Viktoria Friederike), 60 ani, prințesă prusacă (n. 1943)
- 10 ianuarie: Alexandra Ripley, 70 ani, scriitoare americană (n. 1934)
- 13 ianuarie: Sorin Holban, 70 ani, prozator, poet român (n. 1933)
- 13 ianuarie: Tom Hurndall, 22 ani, student britanic (n. 1981)
- 16 ianuarie: Niculae Cerveni, 77 ani, senator român (1996-2000), (n. 1926)
- 17 ianuarie: Czesław Niemen (n. Czesław Juliusz Niemen-Wydrzycki), 64 ani, compozitor polonez (n. 1939)
- 20 ianuarie: Alan Brown, 84 ani, pilot britanic de Formula 1 (n. 1919)
- 20 ianuarie: Gil Ioniță, 51 ani, cântăreț român (n. 1952)
- 21 ianuarie: Dinu Adameșteanu, 90 ani, arheolog italian de origine română, membru de onoare al Academiei Române (n. 1913)
- 21 ianuarie: Juan Zambudio Velasco, 82 ani, fotbalist spaniol (portar), (n. 1921)
- 22 ianuarie: Erwin M. Friedländer, 78 ani, fizician american de origine evreiască (n. 1925)
- 23 ianuarie: Helmut Newton (n. Helmut Neustädter), 83 ani, artist fotograf german (n. 1920)
- 24 ianuarie: Abdul Rahman Munif, 70 ani, romancier saudit (n. 1933)
- 24 ianuarie: Leônidas da Silva, 90 ani, fotbalist brazilian (atacant), (n. 1913)
- 25 ianuarie: Fanny Blankers-Koen, 85 ani,  atletă neerlandeză (n. 1918)
- 25 ianuarie: Miklos Feher, 24 ani, fotbalist maghiar (atacant), (n. 1979)
- 26 ianuarie: Eva Behring, 66 ani, traducătoare germană, de etnie poloneză (n. 1936)
- 28 ianuarie: Dino Dines (n. Peter Leslie Dines), 59 ani, muzician britanic (T. Rex), (n. 1944)
- 28 ianuarie: André Van Lysebeth, 84 ani, yoghin belgian (n. 1919)
- 28 ianuarie: Joe Viterelli (n. Joseph Viterelli), 66 ani, actor american (n. 1937)
- 29 ianuarie: Augustin Deac, 75 ani, istoric român (n. 1928)
- 29 ianuarie: Otto Wilhelm Fischer, 88 ani, actor austriac de film (n. 1915)
- 29 ianuarie: Janet Paterson Frame, 79 ani, scriitoare neozeelandeză (n. 1924)
- 29 ianuarie: O. W. Fischer, actor austriac (n. 1915)
- 30 ianuarie: Ion Barnea, 90 ani, istoric și arheolog român (n. 1913)
- 30 ianuarie: Octavian Gr. Zegreanu, 65 ani, poet român (n. 1938)

### Februarie
- 1 februarie: Márton Izsák, 90 ani, sculptor evreu de naționalitate maghiară din Transilvania, personalitate și cetățean de onoare al orașului Târgu Mureș (n. 1913)
- 1 februarie: O. W. Fischer, actor austriac (n. 1915)
- 1 februarie: Dino Verde, 81 ani,  scriitor, dramaturg, textier si scenarist italian (n. 1922)
- 7 februarie: Safia Farhat, 80 ani,  pionier al artelor vizuale în Tunisia (n. 1924)
- 10 februarie: Vasile Tăbârță, 55 ani, actor din R. Moldova (n. 1949)
- 11 februarie: Mihai Dascal, 57 ani, critic și istoric literar român (n. 1946)
- 11 februarie: Shirley Strickland de la Hunty, 78 ani, atletă australiană (n. 1925)
- 14 februarie: Marco Pantani, 34 ani, ciclist italian (n. 1970)
- 15 februarie: Hasse Ekman, 88 ani, actor suedez (n. 1915)
- 19 februarie: Gurghen Margarian, 25 ani, soldat armean (n. 1978)
- 21 februarie: William John Charles, 72 ani, fotbalist britanic (atacant), (n. 1931)
- 23 februarie: Ion Eremia, 90 ani, deținut politic român (n. 1913)
- 24 februarie: Albert Axelrod, 83 ani, scrimer american (n. 1921)
- 25 februarie: Ahmed Sefrioui, scriitor marocan (n. 1915)
- 26 februarie: Boris Trajkovski, 47 ani, președinte al R. Macedonia (1999-2004), (n. 1956)
- 28 februarie: Carmen Laforet, 82 ani, scriitoare spaniolă (n. 1921)
- 29 februarie: Oleksandr Bereș, 26 ani, gimnast artistic ucrainean (n. 1977)
- 29 februarie: Dumitru Ionescu, 82 ani, inginer militar român (n. 1921)
- 29 februarie: Jerome Lawrence, 88 ani, dramaturg și scriitor american (n. 1915)

### Martie
- 4 martie: Claude Nougaro, 74 ani, poet francez (n. 1929)
- 4 martie: Malcolm Pasley, 77 ani, istoric literar britanic (n. 1926)
- 5 martie: Irina Coroiu, 53 ani, critic român de teatru și film (n. 1950)
- 5 martie: Pierre Lévêque, 82 ani, istoric francez, specializat în istoria Greciei antice și elenistice (n. 1921)
- 5 martie: Masanori Tokita, 78 ani, fotbalist japonez (atacant), (n. 1925)
- 6 martie: János Fazekas, 78 ani, comunist român (n. 1926)
- 7 martie: Nicolae Cajal, 84 ani, medic român (n. 1919)
- 7 martie: Eugeniu Gh. Proca, 77 ani, medic român (n. 1927)
- 7 martie: Paul Edward Winfield, 64 ani, actor afro-american (n. 1939)
- 8 martie: Alfons Lütke-Westhues, 73 ani, sportiv german (n. 1930)
- 10 martie: Borislav Brondukov, 66 ani, actor ucrainean (n. 1938)
- 10 martie: Mihai Ursachi, 63 ani, poet și traducător român (n. 1941)
- 11 martie: Nelu Stănescu, 46 ani, fotbalist român, (n. 1957)
- 12 martie: Finn Carling, 78 ani, scriitor norvegian (n. 1925)
- 12 martie: Valentina Juravliova, 70 ani, scriitoare rusă (n. 1933)
- 12 martie: Karel Kachyňa, 79 ani, regizor de film și scenarist ceh (n. 1924)
- 13 martie: Franz König, 98 ani, cardinal austriac (n. 1905)
- 14 martie: René Laloux, 74 ani, regizor francez (n. 1929)
- 15 martie: John Anthony Pople, 78 ani, chimist englez, laureat al Premiului Nobel (1998), (n. 1925)
- 18 martie: Radu Manicatide, 91 ani, inginer român (n. 1912)
- 19 martie: Pavel Creangă, 71 ani, general din Republica Moldova (n. 1933)
- 20 martie: Regina Juliana a Țărilor de Jos (n. Juliana Louise Emma Marie Wilhelmina), 94 ani (n. 1909)
- 21 martie: Gheorghe Baciu, 80 ani, maestru coregraf român (n. 1923)
- 21 martie: Sergiu Duca, 68 ani, medic român (n. 1936)
- 21 martie: Paraschiv Oprea, 66 ani, dirijor, pianist și compozitor român (n. 1937)
- 22 martie: Lisa Ferraday, 83 ani, actriță și fotomodel de origine română (n. 1921)
- 25 martie: Adrian Ovidiu Moțiu, 73 ani, senator român (1992-1996), (n. 1930)
- 26 martie: Alexandru V. Grossu, 93 ani, biolog român (n. 1910)
- 26 martie: Takeshi Kamo, 89 ani, fotbalist japonez (atacant), (n. 1915)
- 28 martie: Robert Merle, 95 ani, romancier francez de etnie algeriană (n. 1908)
- 28 martie: Peter Ustinov, (n. Peter Alexander Freiherr von Ustinov), 82 ani, actor, regizor britanic (n. 1921)
- 30 martie: Aurel Giurumia, 73 ani, actor român (n. 1931)

### Aprilie
- 1 aprilie: Mîkola Rudenko, 83 ani, poet ucrainean (n. 1920)
- 2 aprilie: John Hadji Argyris, 90 ani, inginer german, membru de onoare al Academiei Române (n. 1913)
- 2 aprilie: Dionisie Giuchici, 66 ani, scriitor român (n. 1938)
- 2 aprilie: Ioan Victor Pica, 71 ani, poet român (n. 1933)
- 4 aprilie: Nikita Bogoslovski, 90 ani, compozitor rus (n. 1913)
- 5 aprilie: Sławomir Rawicz, 88 ani, ofițer polonez (n. 1915)
- 9 aprilie: Florian Anastasiu, 75 ani, arheolog român (n. 1929)
- 9 aprilie: Jiří Weiss, 91 ani, scenarist și regizor de film, scriitor și pedagog ceh (n. 1913)
- 14 aprilie: Micheline Charest, 51 ani, producător canadian de televiziune (n. 1953)
- 16 aprilie: Jan Szczepański, 90 ani, sociolog polonez (n. 1913)
- 17 aprilie: Hubert Caspari, 77 ani, arhitect sas (n. 1926)
- 20 aprilie: Thomas G. Winner, 86 ani, eminent cercetator american  (n. 1917)
- 21 aprilie: Eduard Asadov, 80 ani, poet și prozator rus de origine armeană (n. 1923)
- 21 aprilie: Ernest Neumann, 87 ani, rabin evreu (n. 1917)
- 22 aprilie: Sunčana Škrinjarić, 72 ani, scriitoare, poetă și jurnalistă croată (n. 1931)
- 24 aprilie: Estée Lauder (n. Josephine Esther Mentzer), 95 ani, antreprenor american de cosmetice (n. 1906)
- 25 aprilie: Thom Gunn, 74 ani, scriitor britanic (n. 1929)
- 25 aprilie: Șota Kveliașvili, 66 ani, trăgător de tir sovietic (n. 1938)
- 25 aprilie: Albert Paulsen, 78 ani, actor american de etnie ecuadoriană (n. 1925)
- 26 aprilie: Ermanno Benocci, 73 ani, politician italian (n. 1930)
- 26 aprilie: Titus Mocanu, 80 ani, estetician român (n. 1923)
- 27 aprilie: Ion Dămăceanu, 89 ani, sculptor român (n. 1924)
- 28 aprilie: Ion Gonța, 50 ani, jurnalist din R. Moldova (n. 1953)
- 29 aprilie: Nick Joaquin (n. Nicomedes Márquez Joaquín), 86 ani, scriitor filipinez (n. 1917)
- 29 aprilie: Emil Klein, 48 ani, violonist român (n. 1955)

### Mai
- 2 mai: Franț Țandără, 74 ani, comunist român și torționar auto-descris (n. 1930)
- 3 mai: Friedrich Cloos, 95 ani,  șeful organizației naziste a Muncitorilor Germani din România (n. 1909)
- 3 mai: Ken Downing, 86 ani, pilot britanic de Formula 1 (n. 1917)
- 5 mai: Thea Beckman (n. Theodora Petie), 80 ani, scriitoare neerlandeză (n. 1923)
- 5 mai: Paul Schuster, 74 ani, scriitor german de etnie română (n. 1933)
- 8 mai: John Peel, 91 ani, politician britanic (n. 1912)
- 8 mai: John Peel, politician britanic (n. 1912)
- 9 mai: Ahmat (Ahmad) Kadîrov, 52 ani, muftiu al Republicii Cecene Icikeria (n. 1951)
- 11 mai: Ion Gheție, 73 ani, lingvist român (n. 1930)
- 11 mai: Valeriu Penișoară, 53 ani, cântăreț de muzică folk (n. 1950)
- 12 mai: Reuven Pfeffermann, 67 ani, medic israelian (n. 1936)
- 14 mai: Gheorghe Poenaru-Bordea, 66 ani, istoric român (n. 1937)
- 16 mai: Veronica Constantinescu, 92 ani, pictoriță română (n. 1912)
- 17 mai: Noche Crist, 95 ani,  artistă americană de origine română (n. 1909)
- 17 mai: Tony Randall (n. Arthur Leonard Rosenberg), 84 ani, actor american de etnie evreiască (n. 1920)
- 22 mai: Richard Biggs, 44 ani, actor american (n. 1960)
- 26 mai: Nikolai Cernîh, 72 ani, astronom rus (n. 1931)
- 27 mai: Umberto Agnelli, 69 ani, om de afaceri italian (n. 1934)
- 28 mai: Irene Manning, 91 ani, actriță și cântăreață americană care a jucat în filme muzicale precum Yankee Doodle Dandy și The Desert Song (n. 1912)
- 30 mai: Alfred Coppel (n. Alfredo Jose de Arana-Marini Coppel), 82 ani, scriitor american (n. 1921)

### Iunie
- 1 iunie: Stelian Baboi, 65 ani, pedagog român (n. 1938)
- 1 iunie: Petre Constantinescu (general), 84 ani,  general locotenent român de artilerie (n. 1919)
- 1 iunie: George Muntean, 71 ani, lingvist român (n. 1932)
- 1 iunie: Mihail Părăluță, 76 ani, economist, publicist, om de știință, manager, universitar și deputat român (n. 1927)
- 2 iunie: Nicolai Ghiaurov (Nikolai Gjaurov), 74 ani, solist bulgar de operă (n. 1929)
- 3 iunie: Chiril Draganiuc, 72 ani, medic din R. Moldova (n. 1931)
- 3 iunie: Frances Shand Kydd (n. Frances Ruth Roche), 68 ani, soția lui John Spencer, al VIII-lea Conte Spencer și mama prințesei Diana, Prințesă de Wales (n. 1936)
- 4 iunie: Zenoviu Borlan, 71 ani, agrochimist român (n. 1933)
- 4 iunie: Nino Manfredi (n. Saturnino Manfredi), 83 ani, actor italian de film (n. 1921)
- 5 iunie: Ronald Wilson Reagan, 93 ani, al 40-lea președinte al SUA (1981-1989), (n. 1911)
- 7 iunie: Quorthon (n. Thomas Börje Forsberg), 38 ani, muzician suedez (Bathory), (n. 1966)
- 8 iunie: Núria Torray, 69 ani, actriță de teatru și film spaniolă (n. 1934)
- 9 iunie: Māris Liniņš, 41 ani,  actor leton de teatru și film (n. 1963)
- 10 iunie: Ray Charles Robinson, 73 ani, muzician american (n. 1930)
- 16 iunie: Paul Neagu, 66 ani, pictor român (n. 1938)
- 17 iunie: Todor Dinov, 84 ani, regizor bulgar (n. 1919)
- 17 iunie: Jacek Kuroń, 70 ani,  politician polonez (n. 1934)
- 19 iunie: Óscar Bento Ribas, 94 ani, scriitor angolez (n. 1909)
- 26 iunie: Naomi Shemer, 73 ani, poetă și compozitoare israeliană (n. 1930)
- 27 iunie: Boris Holban (n. Baruch Bruhman), 96 ani, comunist român de etnie evreiască (n. 1908)
- 29 iunie: Arik Lavie, 77 ani, cântăreț de muzică ușoară (folk, pop, rock) și actor israelian, născut în Germania (n. 1927)

### Iulie
- 1 iulie: Marlon Brando jr., 80 ani, actor american de film (n. 1924)
- 1 iulie: Mihail Horváth, 56 ani, politician român de etnie maghiară (n. 1947)
- 2 iulie: Mochtar Lubis, 82 ani, scriitor indonezian (n. 1922)
- 6 iulie: Thomas Klestil, 71 ani, diplomat și politician austriac (n. 1932)
- 7 iulie: Moshe Barasch, 83 ani,  istoric israelian al artelor, născut în Bucovina, specializat mai ales în istoria artei Renașterii (n. 1920)
- 7 iulie: Mihail Șerban, 74 ani, biochimist român, membru al Academiei Române (n. 1930)
- 8 iulie: Jean Lefebvre, 84 ani, actor francez de film (n. 1922)
- 10 iulie: Inge Meysel (n. Ingeborg Charlotte Meysel), 94 ani, actriță germană (n. 1910)
- 12 iulie: Mioara Avram, 72 ani, lingvistă română (n. 1932)
- 17 iulie: Ion Ionescu (preot, dirijor), 82 ani, preot si dirijor român (n. 1922)
- 19 iulie: Ilie Cazacu, 92 ani, instrumentist român (n. 1912)
- 21 iulie: Jerry Goldsmith, 75 ani, compozitor și dirijor american, cunoscut în special pentru coloanele sonore realizate pentru filme și televiziune  (n. 1929)
- 22 iulie: Sacha Distel, 71 ani, cântăreț și compozitor francez (n. 1933)
- 22 iulie: Serge Reggiani, 82 ani, actor de teatru, de film și cântăreț italian naturalizat francez (n. 1922)
- 24 iulie: Bob Azzam, 78 ani, cântăreț egiptean (n. 1925)
- 28 iulie: Francis Crick (n. Francis Harry Compton Crick), 88 ani, om de știință britanic, laureat al Premiului Nobel (1962), (n. 1916)
- 28 iulie: Tiziano Terzani, 65 ani, scriitor italian (n. 1938)
- 29 iulie: Vasile Hobjilă, 56 ani, politician român (n. 1948)

### August
- 1 august: Philip Abelson, 91 ani, fizician american (n. 1913)
- 1 august: Madeleine Robinson (n. Madeleine Yvonne Svoboda), 86 ani, actriță franceză (n. 1916)
- 6 august: Andrei Ciurunga (n. Robert Eisenbraun), 83 ani, poet român (n. 1920)
- 12 august: Godfrey Newbold Hounsfield, 84 ani, inginer britanic (n. 1919)
- 13 august: Julia Child (n. Julia McWilliams), 91 ani, bucătar chef american (n. 1912)
- 14 august: Czeslav Miłosz, 93 ani, scriitor polonez laureat al Premiului Nobel (1980), (n. 1911)
- 17 august: Thea Astley, 78 ani, scriitoare australiană (n. 1925)
- 22 august: Haralambie Ivanov, 63 ani, canoist român (n. 1941)
- 23 august: Aurel Berinde, 77 ani, istoric și prozator român (n. 1927)
- 26 august: Laura Ann Branigan, 51 ani, actriță și cântăreață americană (n. 1953)

### Septembrie
- 1 septembrie: Hripsime Djanpoladjian, 86 ani, arheologă și epigrafistă sovietică (n. 1918)
- 1 septembrie: Vlad Sorianu, 73 ani, critic literar și traducător român (n. 1931)
- 6 septembrie: Grigore Gheba, 92 ani, general de armată și matematician român (n. 1912)
- 8 septembrie: Richard Butler, 86 ani, inginer american (n. 1918)
- 8 septembrie: Dan George Spătaru, 64 ani, cântăreț român (n. 1939)
- 11 septembrie: Fred Ebb, 72 ani, textier american de teatru muzical (n. 1932)
- 11 septembrie: György Puskás, 93 ani, medic maghiar (n. 1911)
- 12 septembrie: Jack Turner, 84 ani, pilot american de Formula 1 (n. 1920)
- 15 septembrie: Mary Elizabeth Frye, 98 ani, poetă americană (n. 1905)
- 15 septembrie: Paul Melchior, 78 ani, geofizician belgian membru de onoare al Academiei Române (n. 1925)
- 19 septembrie: Ion R. Baciu, 83 ani, medic român (n. 1921)
- 20 septembrie: Brian Howard Clough, 69 ani, fotbalist (atacant) și antrenor britanic (n. 1935)
- 22 septembrie: Alex Wayman, 83 ani, tibetolog și indianist american (n. 1921)
- 23 septembrie: Bryce DeWitt, 81 ani, fizician american (n. 1923)
- 24 septembrie: Jože Gale, 91 ani, regizor de film, actor, scenarist, publicist și educator sloven (n. 1913)
- 24 septembrie: Françoise Sagan (n. Françoise Quoirez), 69 ani, scriitoare franceză (n. 1935)
- 26 septembrie: Ion Aramă, 67 ani, scriitor român (n. 1936)
- 27 septembrie: John Edward Mack, 74 ani, medic psihiatru, scriitor și profesor american la Harvard Medical School (n. 1929)
- 27 septembrie: Alexandru Șerban, 82 ani,  primar al municipiului Cluj-Napoca în 1990 (n. 1922)
- 28 septembrie: Mulk Raj Anand, 98 ani, scriitor indian (n. 1905)
- 28 septembrie: Liviu Comes, 85 ani, muzicolog român (n. 1918)
- 28 septembrie: Christl Cranz (n. Christl Franziska Antonia Cranz-Borchers), 90 ani, sportivă germană (schi alpin), (n. 1914)
- 28 septembrie: Geo Dumitrescu, 84 ani, poet român (n. 1920)
- 29 septembrie: Ștefan Ruha (n. István Ruha), 73 ani, violonist, dirijor și profesor român de etnie maghiară (n. 1931)

### Octombrie
- 1 octombrie: Aleksandr Rogov, 48 ani, canoist sovietic (n. 1956)
- 2 octombrie: Vasile Pascaru, 67 ani, regizor de film, cineast și scenarist din R. Moldova (n. 1937)
- 3 octombrie: Helmut Bantz, 83 ani, gimnast și cadru didactic universitar german (n. 1921)
- 3 octombrie: Janet Leigh, 77 ani, actriță, cântăreață, dansatoare și autoare americană (n. 1927)
- 5 octombrie: Rodney Dangerfield, 82 ani, comic, actor, scenarist și producător american (n. 1921)
- 5 octombrie: Maurice Wilkins, 87 ani, biofizician britanic (n. 1916)
- 6 octombrie: Clem Tholet, 56 ani, cântăreț rhodesian cunoscut pentru melodiile sale patriotice (n. 1948)
- 7 octombrie: Miki Matsubara, 44 ani,  cântăreață și compozitoare de J-pop, japoneză (n. 1959)
- 8 octombrie: Jacques Derrida (n. Jackie Derrida), 74 ani, filosof francez (n. 1930)
- 10 octombrie: Christopher D'Olier Reeve, 52 ani, actor, regizor și producător american (n. 1952)
- 10 octombrie: Maurice Shadbolt (n. Maurice Francis Richard Shadbolt), 72 ani, scriitor neozeelandez (n. 1932)
- 11 octombrie: Peter Kerr, 82 ani, politician britanic (n. 1922)
- 11 octombrie: Alexandru Ungureanu, 47 ani, scriitor român de literatură SF (n. 1957)
- 11 octombrie: Alexandru Ungureanu, scriitor român (n. 1957)
- 14 octombrie: Ivan Shamiakin, 83 ani, scriitor belarus (n. 1921)
- 18 octombrie: Johnny Norman Haynes, 71 ani, fotbalist britanic (atacant), (n. 1934)
- 19 octombrie: Kenneth Eugene Iverson, 83 ani, informatician canadian (n. 1920)
- 19 octombrie: Liviu Vasilică, 54 ani, interpret român de muzică populară din zona Olteniei (n. 1950)
- 20 octombrie: Vasile Constantinescu, 61 ani, poet, prozator și eseist român (n. 1943)
- 23 octombrie: Bill Nicholson (n. William Edward Nicholson), 85 ani, fotbalist și antrenor britanic (n. 1919)
- 24 octombrie: Gabriel Popescu (balerin), 72 ani, prim-balerin al Operei din București (n. 1932)
- 25 octombrie: John Peel (n. John Robert Parker Ravenscroft), 65 ani, jurnalist și producător muzical britanic (n. 1939)
- 28 octombrie: Rosalind Hicks (n. Rosalind Margaret Clarissa Christie), 85 ani, fiica scriitoarei britanice Agatha Christie (n. 1919)
- 29 octombrie: Prințesa Alice, Ducesă de Gloucester (n. Alice Christabel Montagu Douglas Scott), 102 ani (n. 1901)
- 30 octombrie: Aurel Daraban, 65 ani, deputat român (2000-2004), (n. 1939)

### Noiembrie
- 2 noiembrie: Theodore van Gogh, 46 ani, regizor neerlandez (n. 1957)
- 2 noiembrie: Zayed bin Sultan Al Nahyan, 86 ani, primul președinte al Emiratelor Arabe Unite (1971-2004), (n. 1918)
- 3 noiembrie: Maria Popescu, 85 ani, memorialistă română (n. 1919)
- 7 noiembrie: Howard Keel (n. Harold Clifford Keel), 85 ani, actor american (n. 1919)
- 9 noiembrie: Stieg Larsson (n. Karl Stig-Erland Larsson), 50 ani, jurnalist și scriitor suedez de romane polițiste (n. 1954)
- 11 noiembrie: Yasser Arafat (n. Muhamed Abdel Rauf Arafat al-Qudwa al-Husseini), 75 ani, liderul Autorității Naționale Palestiniene (n. 1929)
- 11 noiembrie: David Davidescu, 88 ani, agronom român, membru titular al Academiei Române (n. 1916)
- 12 noiembrie: Jacques Dynam, 80 ani, actor francez (n. 1923)
- 12 noiembrie: Alexandru Vona (n. Alberto Henrique Samuel Bejar y Mayor), 82 ani, scriitor român de etnie evreiască (n. 1922)
- 13 noiembrie: Ol' Dirty Bastard (n. Russell Tyrone Jones), 35 ani, rapper american (n. 1968)
- 13 noiembrie: Richard Alan Simmons, 80 ani, scenarist canadiano-american (n. 1924)
- 14 noiembrie: Dinu Negreanu, regizor de film (n. 1917)
- 22 noiembrie: Mefodie Apostolov, 89 ani, actor de teatru și film sovietic și moldovean (n. 1915)
- 22 noiembrie: Metodiu Apostolov, actor moldovean (n. 1915)
- 23 noiembrie: Rafael Eitan, 75 ani, general israelian (n. 1929)
- 26 noiembrie: Philippe de Broca, 71 ani, regizor francez (n. 1933)
- 28 noiembrie: Ioana Postelnicu (n. Eugenia Banu), 94 ani, scriitoare română (n. 1910)
- 29 noiembrie: John Drew Barrymore, 72 ani, actor american de teatru, film și de televiziune (n. 1932)
- 30 noiembrie: Pierre Berton (n. Pierre Francis De Marigny Berton), 84 ani, scriitor canadian (n. 1920)

### Decembrie
- 1 decembrie: Prințul Bernhard de Lippe-Biesterfeld (n. Bernhard Leopold Frederik Everhard Julius Coert Karel Godfried Pieter), 93 ani (n. 1911)
- 2 decembrie: Larry Buchanan, 81 ani, regizor, producător și scenarist de filme, american (n. 1923)
- 2 decembrie: Alicia Markova, 94 ani, balerină britanică (n. 1910)
- 3 decembrie: Shiing-Shen Chern, 93 ani, matematician american, de etnie chineză (n. 1911)
- 4 decembrie: Carl Esmond (n. Karl Simon), 102 ani, actor de film, de televiziune și de teatru austriac (n. 1902)
- 4 decembrie: Teo Peter (Teofil Peter), 50 ani, muzician român (Compact), (n. 1954)
- 6 decembrie: Gherasim Cucoșel, 80 ani, episcop român (n. 1924)
- 6 decembrie: Raymond Goethals, 83 ani, fotbalist (portar) și antrenor belgian (n. 1921)
- 8 decembrie: Darrell Lance Abbott, 38 ani, chitarist american (Pantera, Damageplan) (n. 1966)
- 9 decembrie: Andrea Absolonová, 27 ani,  săritoare în apă cehă (n. 1976)
- 10 decembrie: Victor Apostolache, 58 ani, senator român (1992-2004), (n. 1946)
- 15 decembrie: Lucien Musset, 82 ani, istoric francez (n. 1922)
- 16 decembrie: Ilie Gașpăr, 74 ani, ameliorator și genetician român (n. 1930)
- 18 decembrie: Mariella Lotti, 85 ani, actriță italiană de film (n. 1919)
- 19 decembrie: Herbert Charles Brown, 92 ani, chimist britanic, laureat al Premiului Nobel (1979), (n. 1912)
- 19 decembrie: Gheorghe Tătaru, 56 ani, fotbalist român, (n. 1948)
- 19 decembrie: Renata Tebaldi (n. Renata Ersilia Clotilde Tebaldi), 82 ani, soprană italiană (n. 1922)
- 23 decembrie: Peter Beazley, 82 ani, politician britanic (n. 1922)
- 23 decembrie: P. V. Narasimha Rao (n. Pamulaparthi Venkata Narasimha Rao), 83 ani, politician indian, prim-ministru al Indiei (1991-1996), (n. 1921)
- 24 decembrie: Ernst Christian, 84 ani, scriitor german născut în România (n. 1920)
- 24 decembrie: Abdul Rahman Munif, 70 ani, scriitor saudit (n. 1933)
- 25 decembrie: Romulus Neagu, 74 ani, deputat român (1996-2000), (n. 1930)
- 27 decembrie: Ferenc Bessenyei, 85 ani, actor maghiar (n. 1919)
- 28 decembrie: Susan Sontag (n. Susan Rosenblatt), 71 ani, critic literar american (n. 1933)
- 28 decembrie: Tzvi Tzur (n. Tzvi Czertenko), 80 ani, general israelian (n. 1923)
- 29 decembrie: Julius Axelrod, 92 ani, chimist american de etnie evreiască, laureat al Premiului Nobel (1970), (n. 1912)
- 29 decembrie: William Boyett, 77 ani,  actor american (n. 1927)
- 30 decembrie: Jacques Van Herp, 81 ani, editor, antologator și scriitor belgian (n. 1923)
- 30 decembrie: Artie Shaw (n. Arthur Jacob Arshawsky), 94 ani, muzician american (n. 1910)
- 31 decembrie: Gérard Debreu, 83 ani, economist francez, laureat al Premiului Nobel (1983), (n. 1921)

### Nedatate
- februarie: Anton Ciobanu, 64 ani, ceramist român (n. 1939)
- aprilie: Constantin Simionescu, scenograf român (n. 1926)
- mai: Pavel Barbalat, 69 ani,  jurist din R. Moldova (n. 1935)
- Marcel Bogos, 77 ani, scenograf român (n. 1926)
- Grigore Constantin Bostan, 63 ani, folclorist ucrainean de origine română (n. 1940)
- Eliza Campus, 96 ani, profesoară, istoric, autor de cărți de istorie și roman istorice și popularizator a istoriei prin cărțile de istorie și ficțiune istorică pe care le-a publicat (n. 1908)
- Ernesto Cortázar II, 63 ani, compozitor și pianist mexican (n. 1940)
- Traian Costea, 58 ani, actor și regizor român de teatru (n. 1946)
- Gică Cristea, 66 ani, acordeonist român (n. 1937)
- Dionisie Ignat, 95 ani, călugăr român (n. 1909)
- Alexandru Întorsureanu, 71 ani, operator de imagine român (n. 1932)
- Dorio Lazăr, 82 ani, sculptor român (n. 1922)
- Vasile Pandelescu, 59 ani, acordeonist român (n. 1944)
- Tudor Radu Popescu, 90 ani, jurist român (n. 1913)
- Ahmed Sefrioui, 88 ani, romancier marocan (n. 1915)
- Vitalie Tonu, medic din R. Moldova (n. 1955)
- Ghizela Vass (n. Gitta Vass), 91 ani, comunistă de etnie evreiască (n. 1912)
- Eduard Jurist, 75 ani, scriitor (de literatură pentru copii și proză science-fiction) și dramaturg român (n. 1928)
- John Lemont, 90 ani, regizor de film și de televiziune canadian (n. 1914)
- Mircea Popescu (istoric de artă), 84 ani, istoric și critic de artă român (n. 1920)
- iulie: Constantin Manolache (Titi), 79 ani, ofițer de aviație român (n. 1924)
- Saizo Saito, 96 ani,  fotbalist japonez (n. 1908)
- Thuy Yen Dinh, 70 ani, personalitate politică proeminentă în istoria Vietnamului și una dintre primele femei din lume care au deținut funcții politice importante (n. 1934)
- Ion Checicheș, 48 ani, gimnast român (n. 1955)

## Premii Nobel
- Fizică: David J. Gross (Israel), H. David Politzer, Frank Wilczek (SUA)
- Chimie: Aaron Ciechanover, Avram Hershko, Irwin Rose (SUA)
- Medicină: Linda B. Buck, Richard Axel (SUA)
- Literatură: Elfriede Jelinek (Austria)
- Pace: Wangari Maathai (Kenya)